# Paul Böss
Paul Böss (Idstein, 24 de dezembro de 1890 – Karlsruhe, 18 de junho de 1969) foi um engenheiro civil alemão, professor de engenharia hidráulica e hidromecânica na Universidade de Karlsruhe.
Após o Abitur Böss estudou em Kattowitz em 1908 com dois anos de estágio de 1910 até obter o diploma em engenharia civil em 1915 na TH Stuttgart e na TH Karlsruhe. Foi durante pouco tempo soldado na Primeira Guerra Mundial, antes de ser assistente de Theodor Rehbock no Laboratório de Hidráulica da Universidade de Karlsruhe. Obteve um doutorado em 1918, com a tese Berechnung der Wasserspiegellage beim Wechsel des Fließzustande. Obteve a habilitação em 1924 (Die Berechnung nichtstationärer Wasserbewegungen unter Berücksichtigung der Fließart des Wassers).